# San Vito di Fagagna
San Vito di Fagagna (San Vît di Feagne en friulano) es una población italiana de la provincia de Udine, perteneciente a la región autónoma de Friuli-Venecia Julia. De acuerdo al censo de 2021 contaba con una población de 1 667 habitantes.

## Geografía

### Demografía
| Gráfica de evolución demográfica de San Vito di Fagagna entre 1861 y 2011 |
|                                                                           |
| Fuente ISTAT - elaboración gráfica de Wikipedia                           |